# Barriac-les-Bosquets
Barriac-les-Bosquets is een gemeente in het Franse departement Cantal (regio Auvergne-Rhône-Alpes) en telt 171 inwoners (2005). De plaats maakt deel uit van het arrondissement Mauriac.

## Geografie
De oppervlakte van Barriac-les-Bosquets bedraagt 12,9 km², de bevolkingsdichtheid is 13,3 inwoners per km².
De onderstaande kaart toont de ligging van Barriac-les-Bosquets met de belangrijkste infrastructuur en aangrenzende gemeenten.

## Demografie
Onderstaande figuur toont het verloop van het inwonertal (bron: INSEE-tellingen).

Vanwege een beveiligingsprobleem met de MediaWiki Graph-software is het momenteel niet mogelijk deze grafiek weer te geven. Zodra de software is bijgewerkt zal de grafiek vanzelf weer zichtbaar worden.